# Grovpistol
Grovpistol är en sportskyttegren. 
Grovpistol skjuts med pistol och revolver med en kaliber mellan 7,62 och 9,65 mm. 
Grenen består av två delmoment ett precisions- och ett snabbmoment.
- Precisionsmomentet består av 6 serier à fem skott med markering mellan varje serie. Max skjuttid per serie är 5 minuter. Serierna skjuts mot en precisionstavla.
- Snabbskjutningsmomentet består av 6 serier à fem skott. Den skjuts mot en snabbskjutningstavla. Skjutmomentet börjar med att tavlan vrids bort. Skytten sänker pistolen så att armen står max 45° ut från kroppen. När tavlan vänds fram har skytten tre sekunder på sig att skjuta ett skott. Tavlan vänds sedan bort för att vändas fram 7 sekunder senare. Varje gång tavlan vänds fram måste skytten stå med armen orörlig max 45° ut från kroppen. Efter fem visningar är serien slut.
- Resultatet av precisionsmomentet läggs ihop med resultatet av snabbskjutningsmomentet.
- Varje omgång ger max 300 poäng så totalt kan man max få 600 poäng.

Grenen har VM-status d.v.s förekommer vid världsmästerskapstävlingar i skytte.
Sportpistol skjuts på samma sätt men med kaliber .22 LR.
Sportpistol är en OS-gren för kvinnor.